# Dolby TrueHD
Dolby TrueHD – zaawansowany format wielokanałowej, bezstratnej kompresji dźwięku, zaprojektowany przez firmę Dolby Laboratories.
Intencją twórców było zastosowanie kodeka do wysokiej jakości domowych systemów multimedialnych, opartych na sygnale źródłowym pochodzącym z płyt: Blu-ray i HD DVD. Jest on następcą formatu AC3, który był standardem zapisu ścieżki audio na płytach DVD.
Pozwala na zapis do 8 kanałów (7.1) audio przy 96 kHz i 24 bitach. Dla 6 kanałów (5.1) pozwala na zapis z jakością 192 kHz i 24 bitach.